# Copa da Escócia de 1892–93
A Copa da Escócia de 1892-93 foi a 20º edição do torneio mais antigo do futebol da Escócia. O campeão foi o Queen's Park F.C., que conquistou seu 10º título na história da competição ao vencer a final contra o Celtic F.C., pelo placar de 2 a 1.

## Premiação
| Copa da Escócia de 1892-93             |
| Escócia                                |
| -------------------------------------- |
| Queen's Park F.C. Campeão (10º título) |